# Operación Gambito

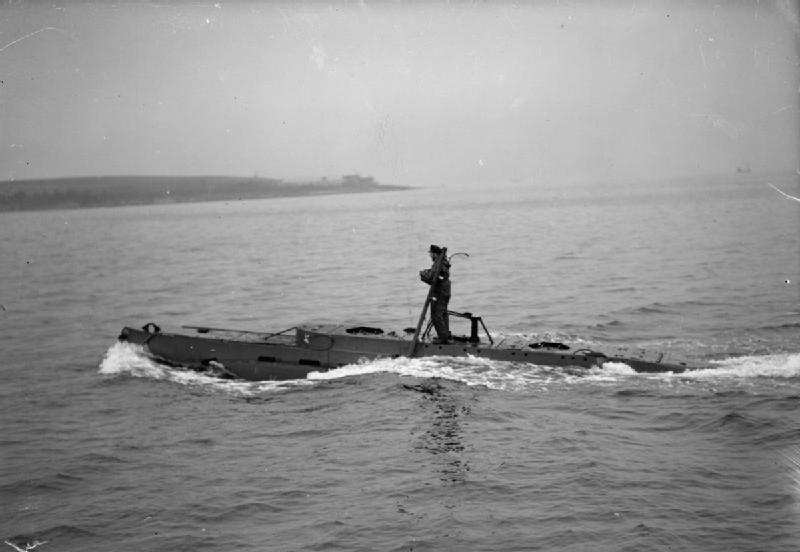
Un submarino clase X en el lago Striven, cerca de Rothesay A22903

La Operación Gambito (título original en inglés, Operation Gambit) formó parte de la operación Neptuno, la fase de desembarco de la invasión del norte de Francia (Overlord). Gambito implicaba dos submarinos clase X (submarinos enanos británicos) que marcaban los límites extremos izquierdo y derecho de las playas de invasión británica y canadiense con luces de navegación y señalaban las playas Sword y Juno.
HMS X20 y HMS X23 se colocaron en posición el 4 de junio y , debido al retraso causado por el mal tiempo, permanecieron allí hasta las 4:30am del 6 de junio (día D) cuando salieron a la superficie, erigieron losdispositivos de navegación, un mástil telescópico de cinco metros y medio con una luz que brillaba hacia el mar, un faro de radio y una sonda acústica emitiendo un mensaje para los minadores que se acercaban a las playas Sword y Juno.
Una operación parecida había sido ofrecida a las fuerzas de desembarco de los EE. UU. para marcar sus playas, pero esto fue rechazado.
Los submarinos tenían cierto riesgo de resultar dañados debido al fuego amigo y en un intento de impedir esto, el teniente Honour el capitán del HMS X23 adquirió e izó una bandera del tamaño más normalmente usado por las naves principales de la flota.